# Saronno Foot Ball Club 1960-1961
Questa voce raccoglie le informazioni riguardanti il Saronno Foot Ball Club nelle competizioni ufficiali della stagione 1960-1961.

## Rosa
| N. |                   | Ruolo | Calciatore        |
| -- | ----------------- | ----- | ----------------- |
|    | Italia (bandiera) | D     | Mario Binaghi     |
|    | Italia (bandiera) | D     | Luciano Bosco     |
|    | Italia (bandiera) | A     | Antonio Catano    |
|    | Italia (bandiera) | D     | Roberto Chesini   |
|    | Italia (bandiera) | D     | Francesco Copreni |
|    | Italia (bandiera) | C     | Pasquale Lombardi |
|    | Italia (bandiera) | A     | Mario Meggiorini  |
|    | Italia (bandiera) | P     | Lino Minotti      |
|    | Italia (bandiera) | D     | Primo Montrasi    |
|    | Italia (bandiera) | C     | Giuseppe Nobili   |

| N. |                   | Ruolo | Calciatore        |
| -- | ----------------- | ----- | ----------------- |
|    | Italia (bandiera) | C     | Pietro Peiti      |
|    | Italia (bandiera) | P     | Sergio Pozzi      |
|    | Italia (bandiera) | C     | Elio Rampinelli   |
|    | Italia (bandiera) | A     | Giancarlo Rimoldi |
|    | Italia (bandiera) | D     | Guido Rosina      |
|    | Italia (bandiera) | D     | Luigi Sala        |
|    | Italia (bandiera) | A     | Alvaro Turconi    |
|    | Italia (bandiera) | A     | Ivo Vetrano       |
|    | Italia (bandiera) | C     | Giampaolo Villa   |